# Манукян, Рубен Хачатурович
Рубен Хачатурович Манукян (26 декабря 1906 года, село Гямрез, Эриванский уезд, Эриванская губерния, Российская империя — 24 августа 1978 года, Ереван, Армянская ССР, СССР) — советский спортсмен, Заслуженный мастер спорта СССР.

## Биография
Родился в 1906 г. в селе Гямрез Эриванского уезда (ныне — Камарис Котайкской области, Республика Армения).
Гонимые нуждой, Манукяны в 1915 году переехали в город Армавир. После окончания начальной школы Рубен работал паромщиком на реке Кубань, затем трудился на различных стройках-возводил заводы, фабрики и жилые дома. По совету друзей он начал заниматься тяжелой атлетикой.
В 1941 году ушёл добровольцем на фронт. За мужество и героизм, проявленный в период Великой Отечественной войны был награждён многими боевыми орденами и медалями. 20 августа 1943 года ему было присвоено звание заслуженного мастера спорта СССР.
После демобилизации работал в Министерстве внутренних дел.
Иван Максимович Поддубный побывал в Ереване и отказавшись от гостиницы, гостил дома у Рубена Манукяна. На вопрос о том, чем привлекла его Армения И. М. Поддубный ответил:

«Ваша республика — кузница богатырей. Имена С.Амбарцумяна, Р.Манукяна и других широко известны далеко за пределами Армении. Вот мне и захотелось поближе познакомится с ними».

Имя Р.Манукяна фигурирует в энциклопедиях «Советская Армения», изданной в 1981 г. и «Армяне. Кто есть кто», изданной в 2007 г, а также во множестве опубликованных различных изданиях.

## Спортивные достижения
Впервые выступив на первенстве г. Еревана, куда он переехал в 1933 году, стал чемпионом города. В 1935 году на 12-м лично-командном первенстве СССР взял вес 86,6 кг, что на 1,1 кг превысило официальный рекорд СССР в рывке левой рукой для атлетов полутяжёлого веса, более 10-и лет принадлежавший Я. Ю. Спарре. Ян Спарре, один из зачинателей тяжелой атлетики в СССР, 11-й кратный чемпион СССР выразил желание тренировать Рубена Манукяна. 29 декабря 1936 г. он улучшил свой рекорд, доведя его до 88,2 кг.
Поставил своей главной целью побить мировой рекорд в рывке левой рукой, принадлежащий с 1933 года тяжелоатлету из Германии, одному из самых популярных тогда на Западе спортсменов, любимцу Гитлера, Антону Гитлю. 24 января 1937 г. в спортивном зале подмосковного города Подольска, вырвав с первой попытки в рывке левой рукой 90,8 кг, установил мировой рекорд, подняв 90,8 кг, что на 0,8 кг превысило предыдущий рекорд, принадлежавший с 1933 года Антону Гитлю.
В 1940 году увеличил своё мировое достижение почти на 6 кг.
Всего за период 1935 по 1948 год установил 13 рекордов, из которых 8 были мировыми рекордами, причем последний рекорд 96,6 кг в рывке левой рукой для атлетов полутяжелого веса до сих пор считается мировым и остался навечно за Р. Х. Манукяном в связи с тем, что этот вид спорта в дальнейшем был снят из соревнований штангистов, как травмоопасный вид тяжелой атлетики.
Скончался 24 августа 1978 г. Ереване.

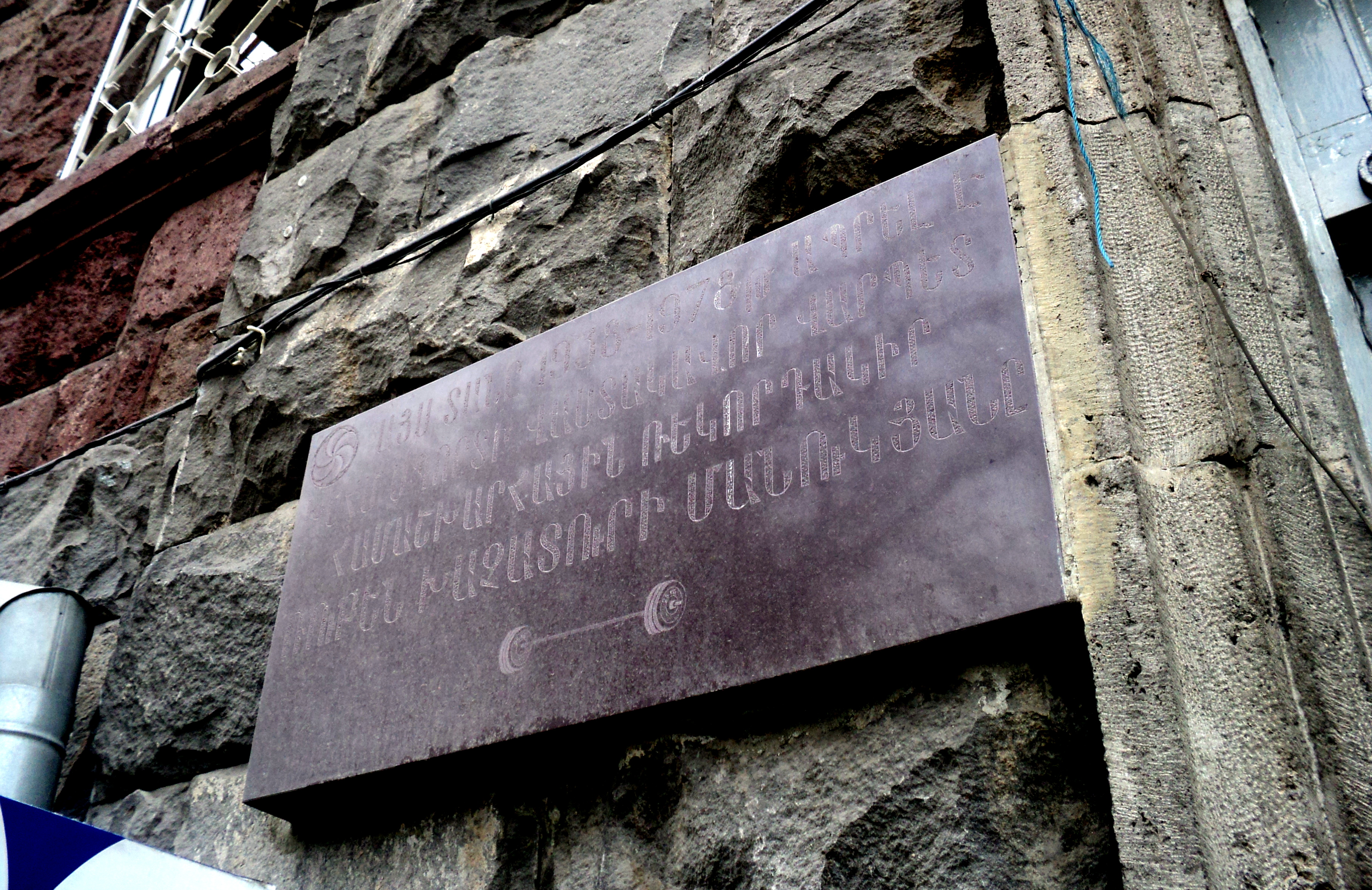
Мемориальная доска Рубена Манукяна в Ереване

## Память
Для увековечивания памяти заслуженного мастера спорта СССР, мирового рекордсмена Рубена Хачатуровича Манукяна в доме, где он жил более 40 лет, установлена мемориальная доска.

## Награды
- За мировой рекорд Манукяну был преподнесён подарок — мотоцикл Харлей Давидсон, который тогда был единственным не только в Армении, но и в СССР.[источник не указан 2617 дней]
- Орден «Знак Почёта» (№ 6335, 22.07.1937) за выдающиеся заслуги в деле развития спорта
- Орден Трудового Красного Знамени (№ 511668, 04.11.1967)
- Заслуженный мастер спорта СССР (№ 239)
- Знак «Почетный динамовец с занесением в Книгу почета» (№ 63, 10.09.1963) за добросовестное отношение к служебным обязанностям и трудовые заслуги
- Звание судьи всесоюзной категории (№ 1785, 23.04.1957)

## Галерея

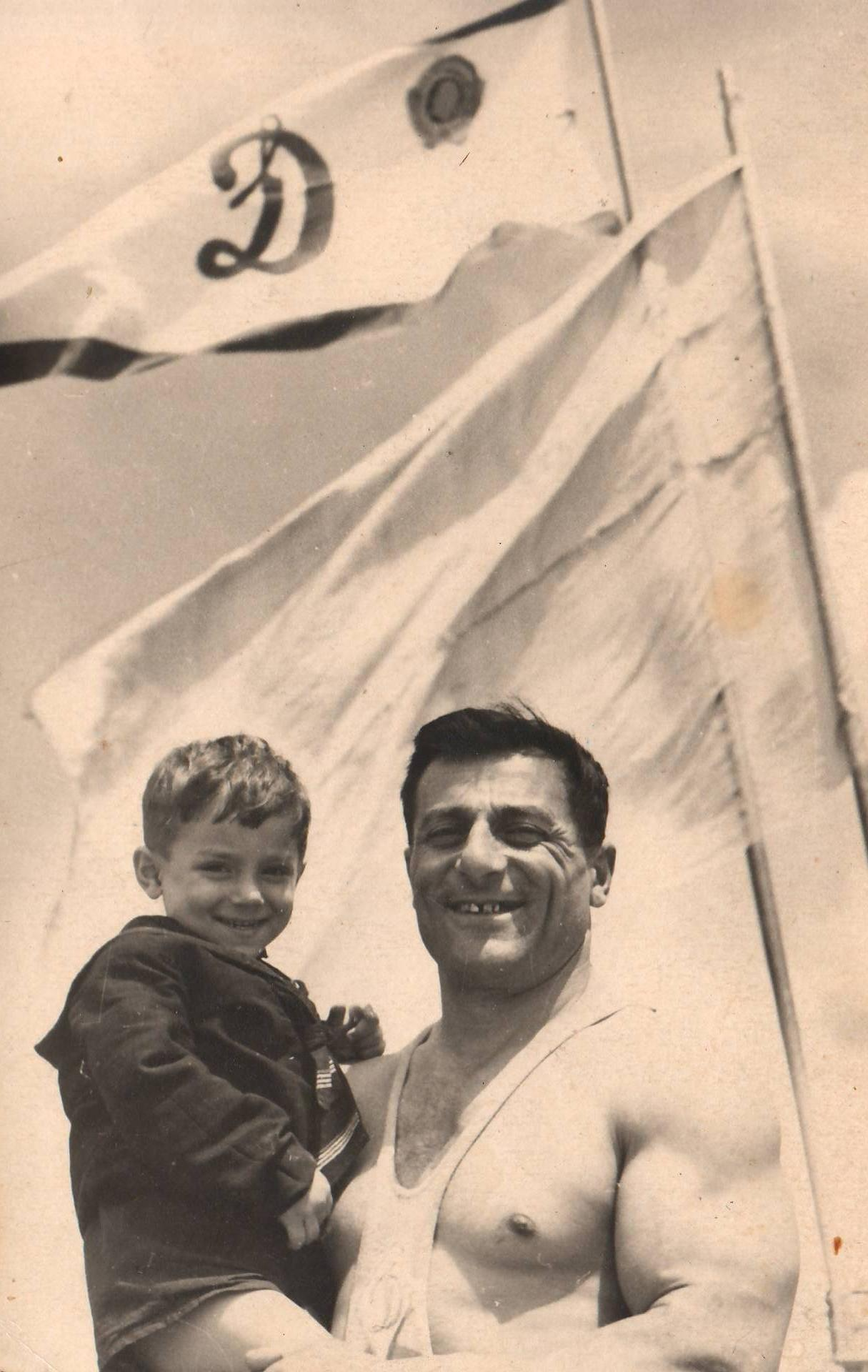
Манукян Рубен с сыном Робертом
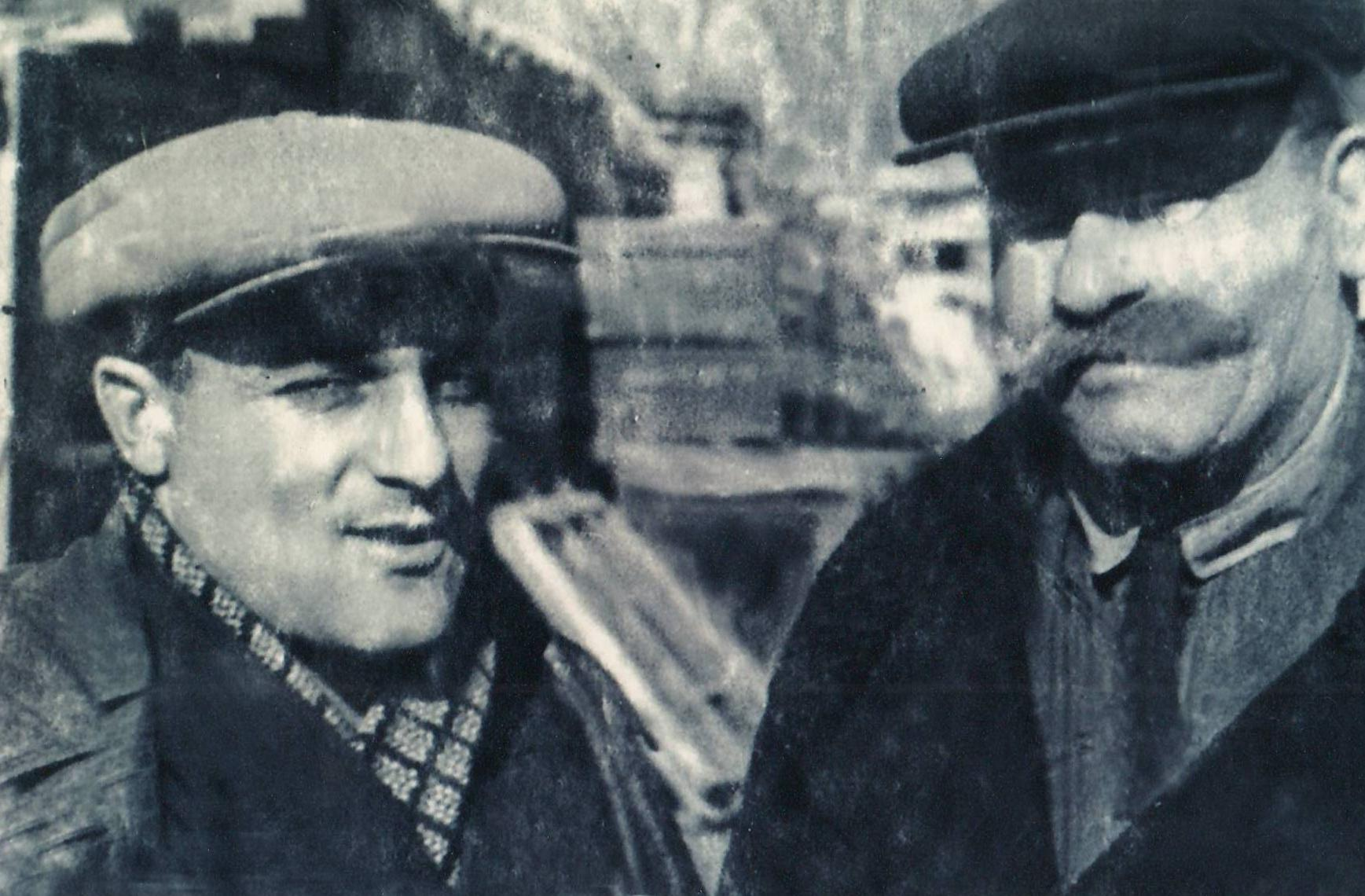
Рубен Манаукян с Иваном Поддубным
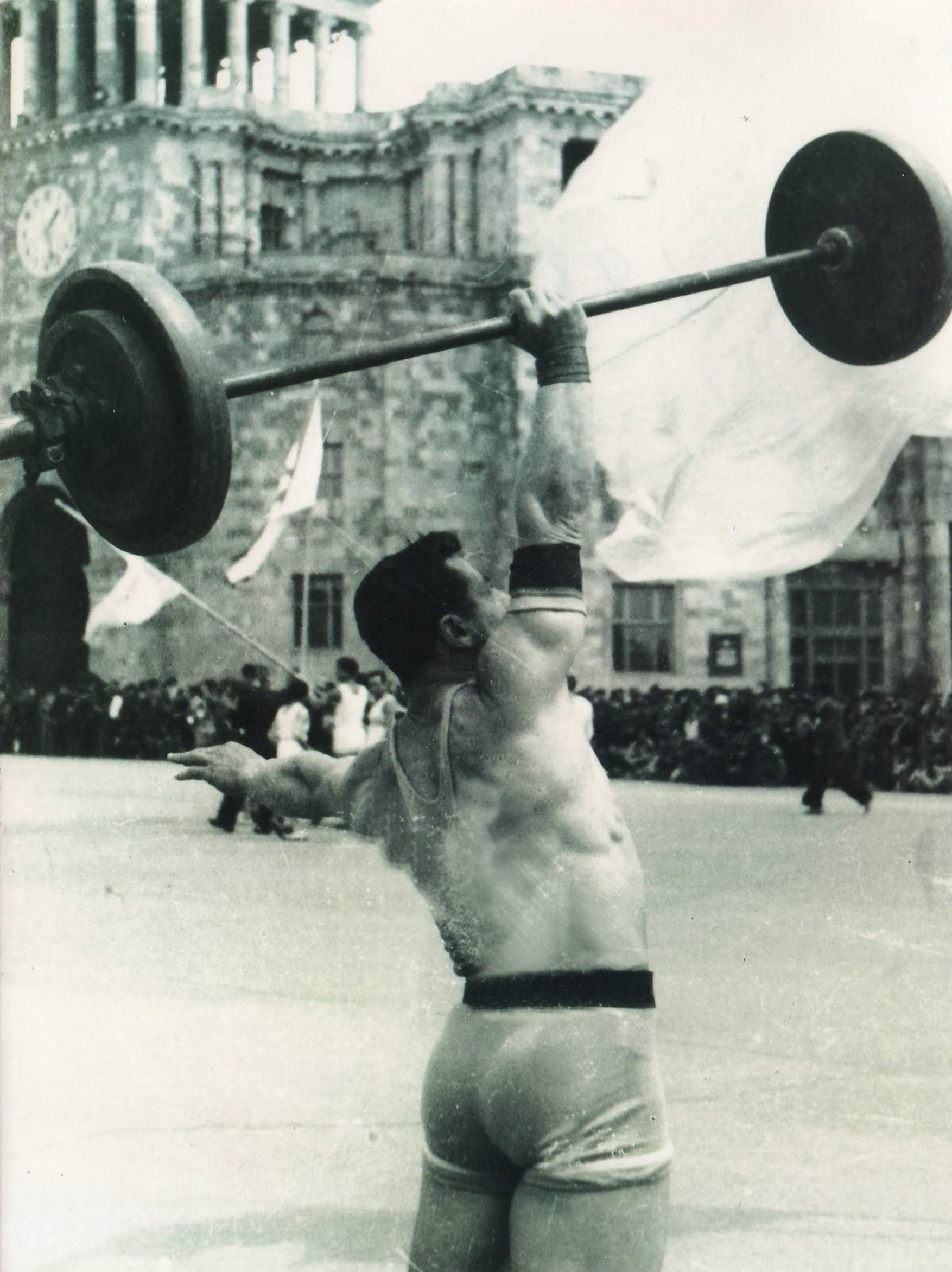
Рубен Манукян на площади Республики
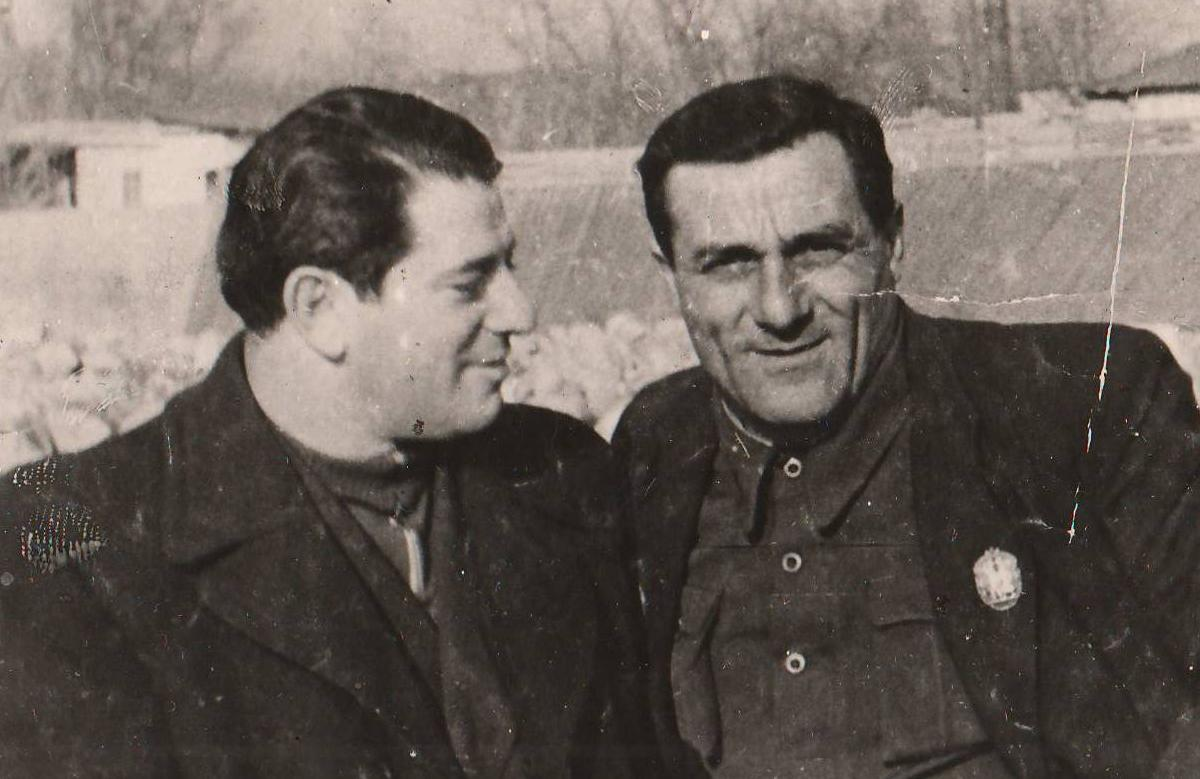
Рубен Манукян с чемпионом мира по штанге Григорием Новаком
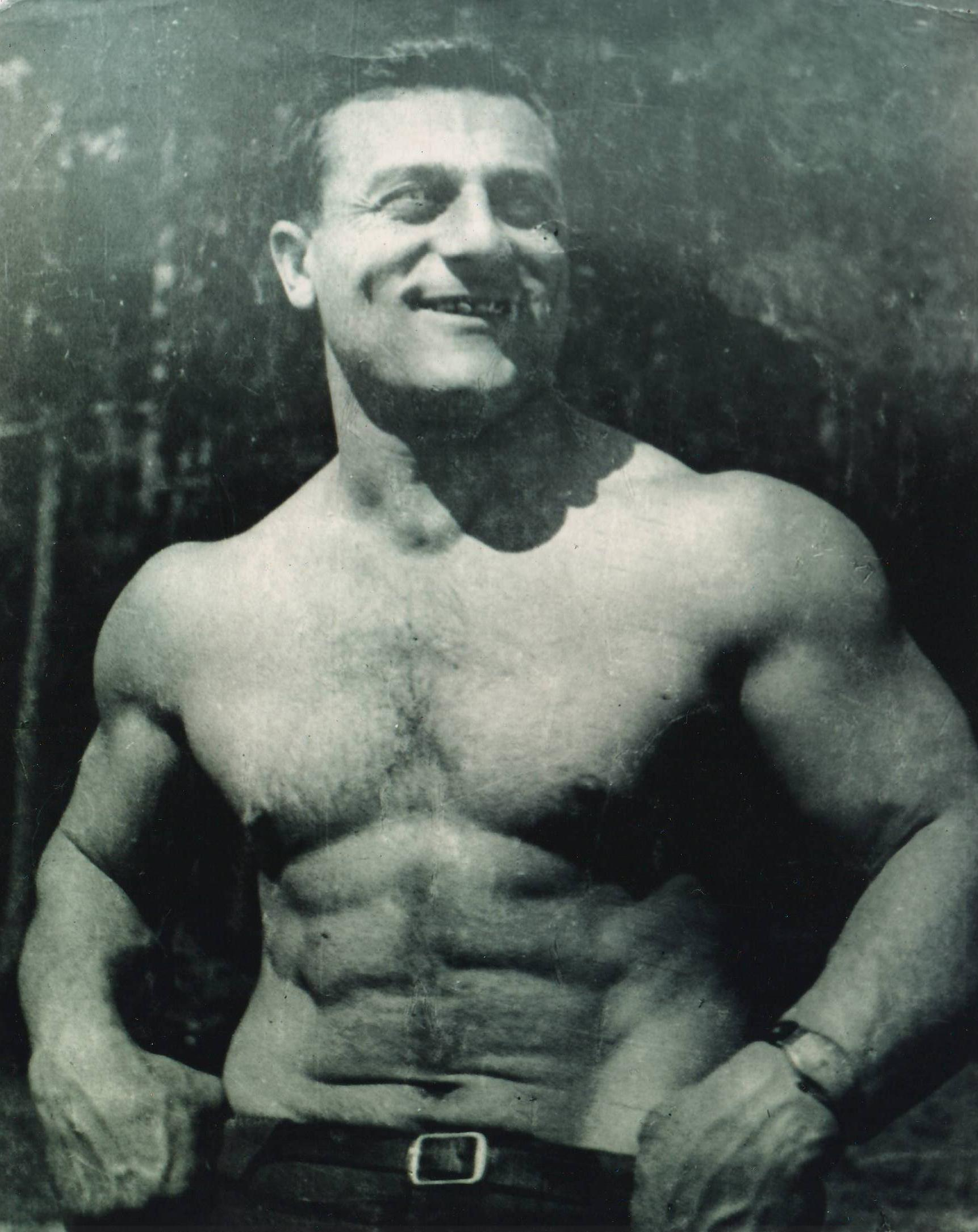
Рубен Манукян
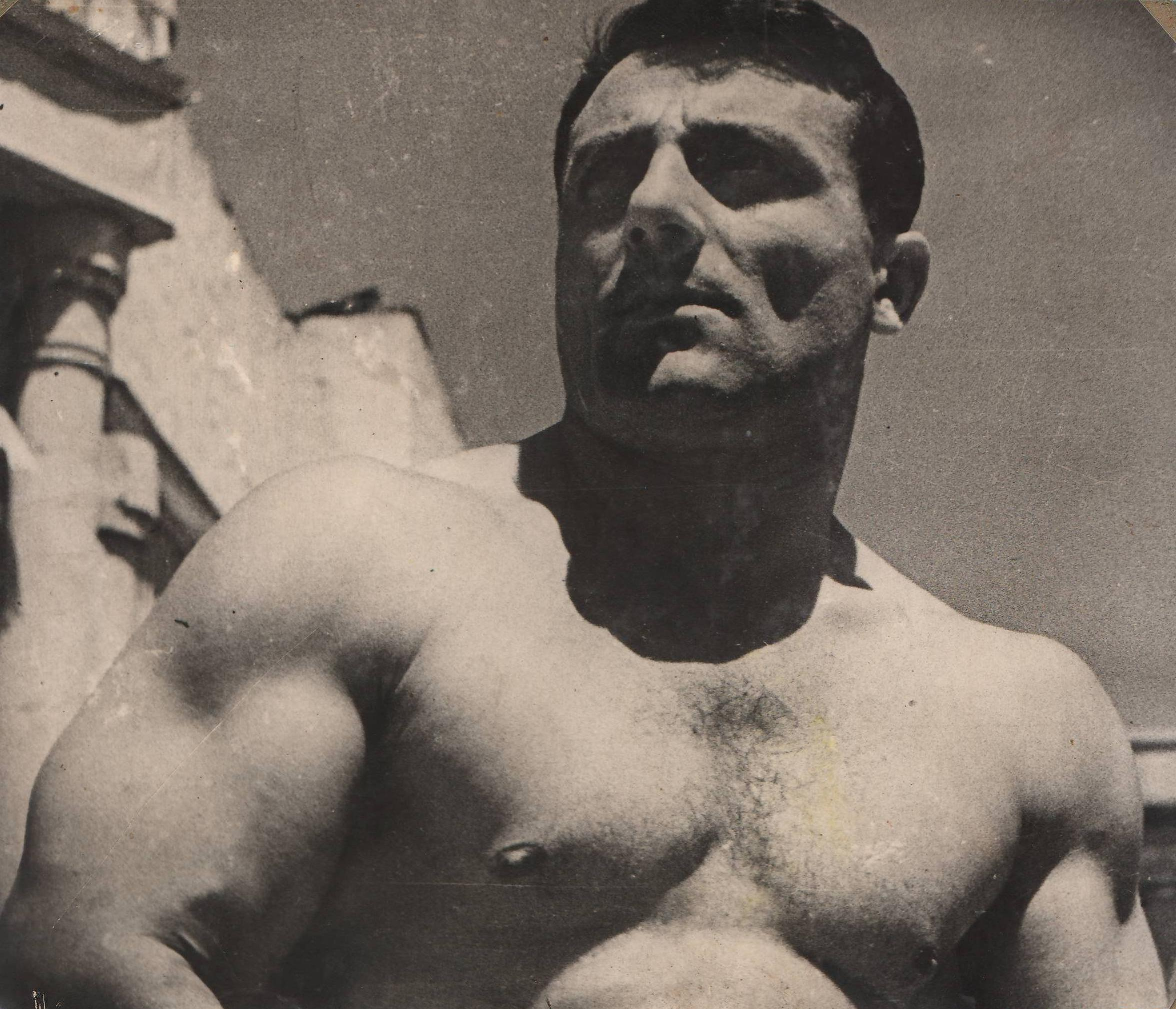
Атлетичное телосложение Манукяна
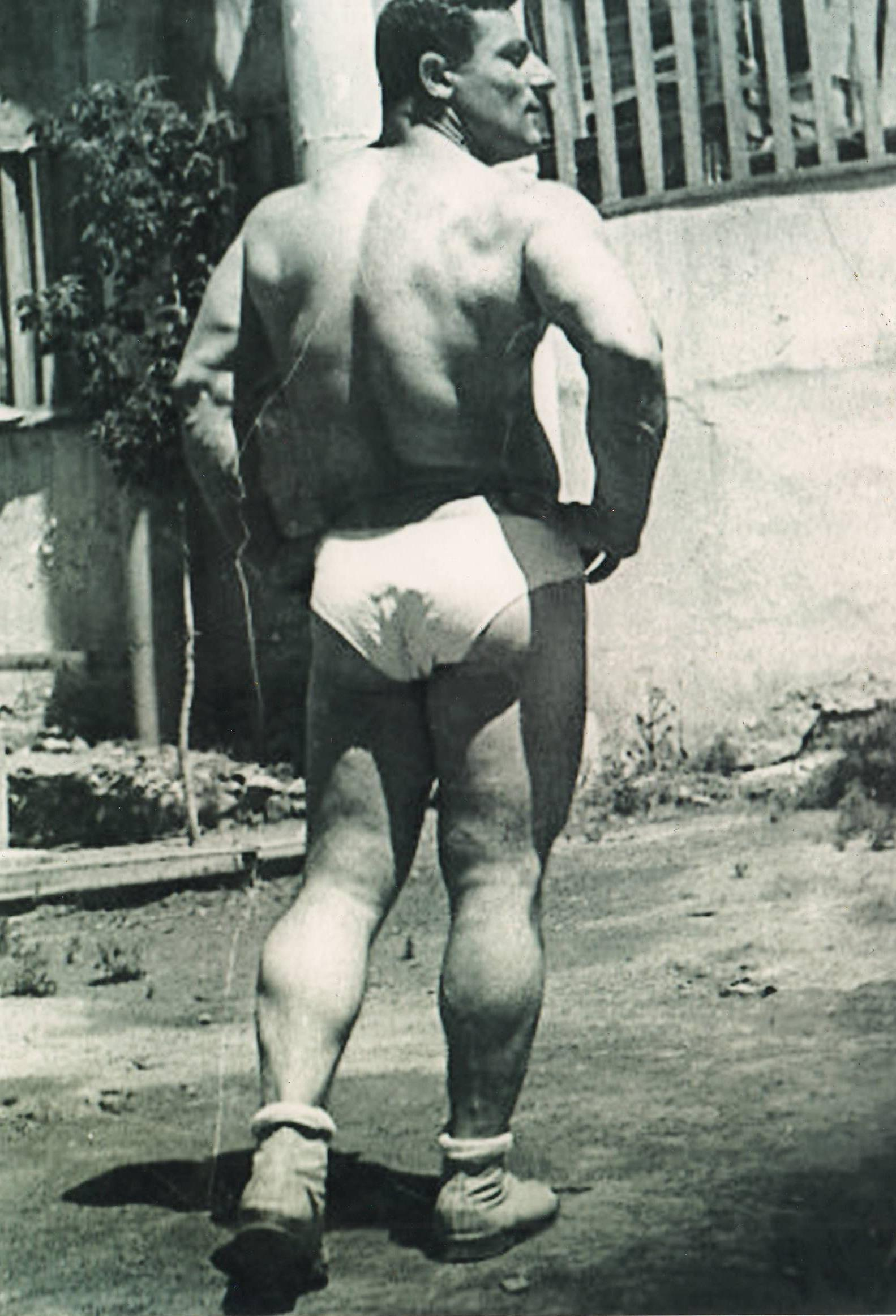
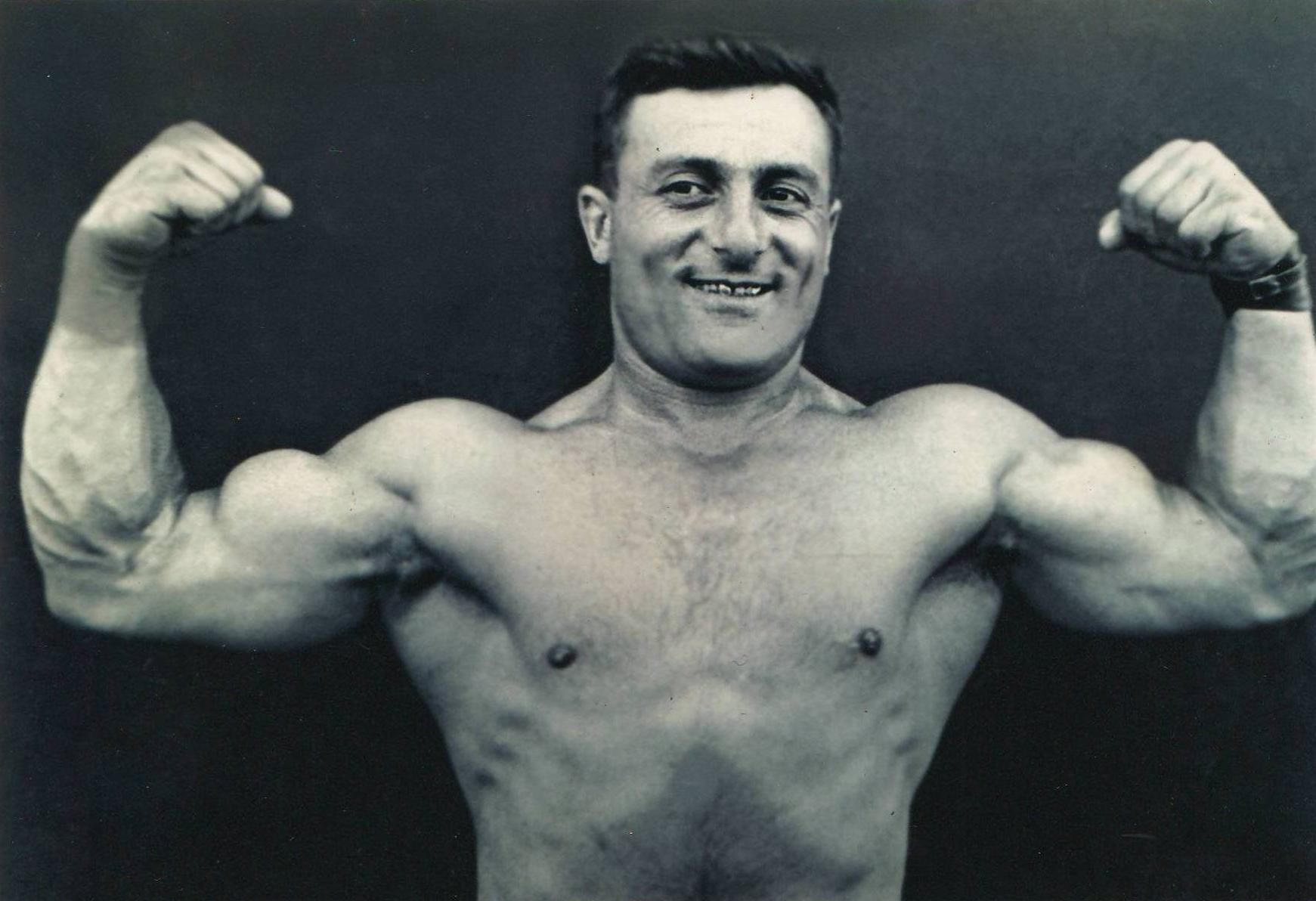
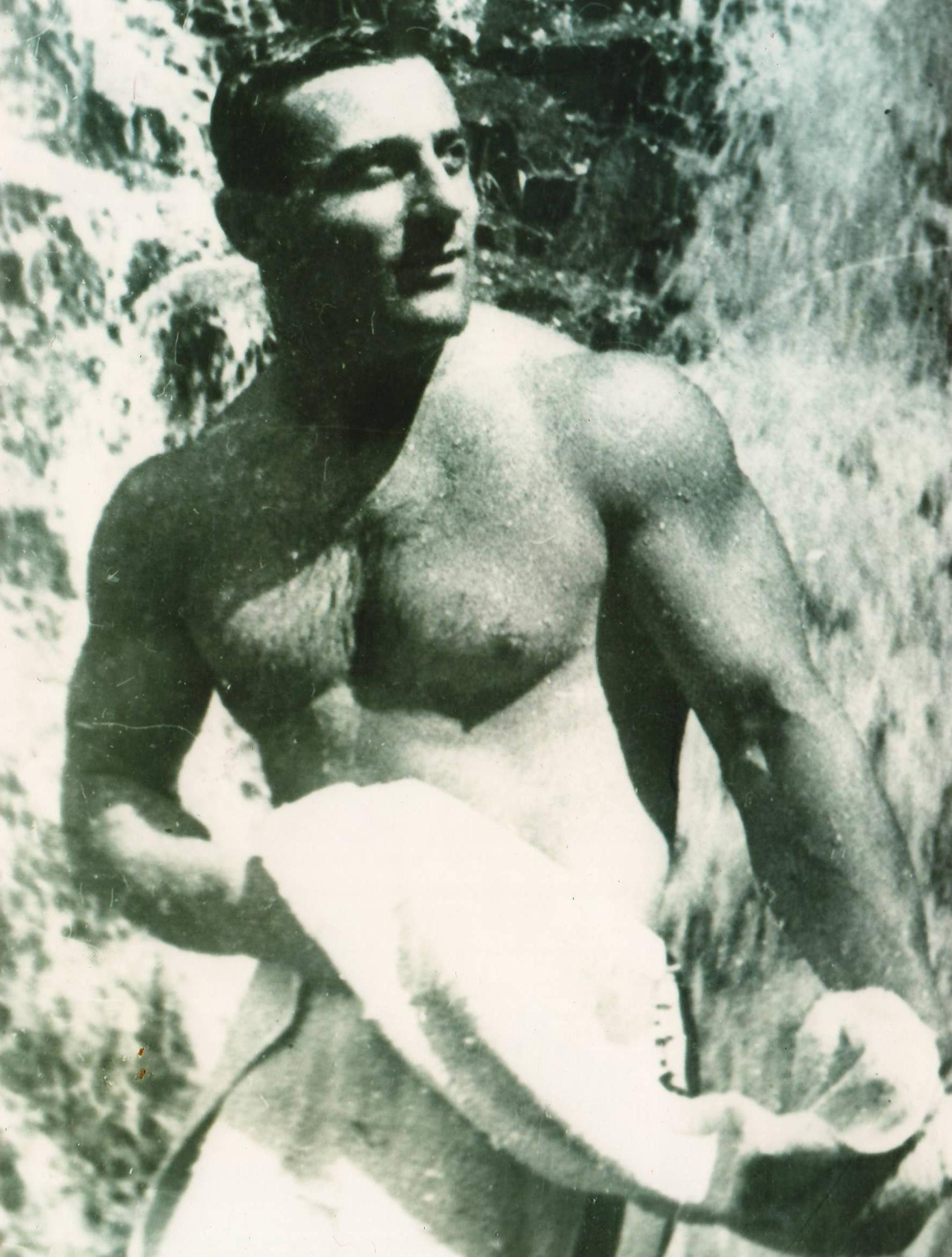
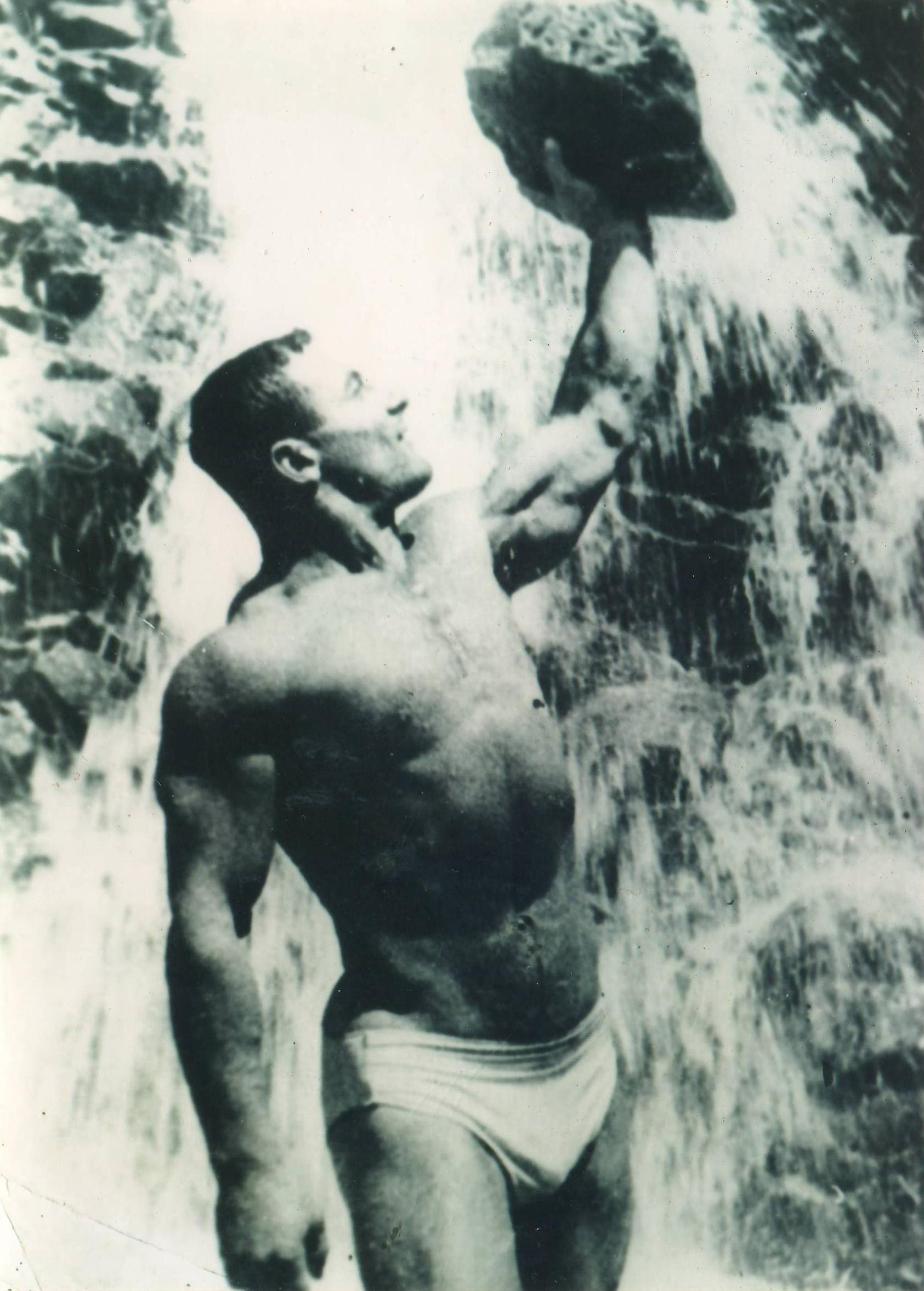